# Gewog di Toewang
Il gewog di Toewang è uno degli undici raggruppamenti di villaggi del distretto di Punakha, nella regione Centrale, in Bhutan.